# Foveades
Foveades là một chi bướm đêm thuộc họ Erebidae.

## Các loài
- Foveades aroensis Bethune-Baker, 1908